# Ichneumon pseudocaedator
Ichneumon pseudocaedator là một loài tò vò trong họ Ichneumonidae.